# Nerve
Nerve (bra: Nerve - Um Jogo Sem Regras; prt: Nerve - Alto Risco) é um filme norte-americano de aventura e tecno-thriller de 2016, dirigido por Henry Joost e Ariel Schulman, com roteiro de Jessica Sharzer. É baseado no livro homônimo de 2012, de Jeanne Ryan.
O filme é estrelado por Emma Roberts, Dave Franco e Juliette Lewis. A trama gira em torno de um jogo de desafios online que permite que as pessoas se inscrevam como "jogadores" ou "observadores". À medida que o jogo avança, os jogadores são contatados e convidados a participar de desafios cada vez mais perigosos do que os anteriores.
O filme estreou no SVA Theater em 12 de julho de 2016 e foi lançado nos cinemas do Brasil em 25 de agosto de 2016, pela Paris Filmes. Recebeu críticas positivas por sua energia e pela química do elenco, e arrecadou mais de US$ 85 milhões em todo o mundo, contra um orçamento de US$ 19 milhões.

## Enredo
A estudante do último ano do ensino médio, Venus "Vee" Delmonico, anseia por deixar Staten Island para ir para a faculdade, mas hesita em contar à sua mãe, pois ainda estão de luto pela morte recente do irmão mais velho de Vee. Sua amiga Sydney é popular no Nerve, um jogo de realidade online em que os usuários se inscrevem como "jogadores" ou pagam para assistir como "espectadores". Os jogadores aceitam desafios dados pelos espectadores para receber dinheiro e uma vaga na final.
Após Sydney criticar a natureza pouco aventureira de Vee, ela decide se inscrever como jogadora no Nerve. Seu primeiro desafio é beijar um estranho aleatório. Em uma lanchonete, ela beija Ian, que dança e canta para Vee, revelando que é outro jogador em um desafio. Os espectadores desafiam Ian a levar Vee para Manhattan, e juntos, eles viajam para Manhattan e completam vários desafios: eles experimentam roupas caras, Vee faz uma tatuagem e Ian dirige sua motocicleta a 96 km/h vendado. Isso, assim como a química entre Vee e Ian, permite que eles se tornem dois dos melhores jogadores.
Com inveja da popularidade de Vee no Nerve, Sydney aceita um desafio em uma festa para atravessar uma escada entre dois edifícios, mas ela desiste durante o desafio e é eliminada do Nerve. Vee chega à festa e flagra Sydney se beijando com J.P, um garoto por quem Vee tem uma queda. Enquanto discutem, Vee descobre de seu amigo hacker Tommy que Ian foi desafiado a levar Vee para a festa e incitar uma briga entre ela e Sydney.
Vee recebe um desafio para completar o desafio de Sydney de atravessar a escada entre os dois edifícios, o que ela consegue. Percebendo o quão perigoso o Nerve é, Vee tenta denunciar o jogo à polícia, mas não é levada a sério. Como resultado, todo o dinheiro da conta bancária conjunta dela e de sua mãe é removido. O jogador de Nerve Ty nocauteia Vee para mantê-la no jogo.
Vee acorda em um contêiner de transporte, onde encontra Ian, que confessa que ele e Ty eram jogadores cujo amigo foi morto em um desafio em Seattle. Quando tentaram alertar as autoridades, os empregos, as contas bancárias e as identidades de suas famílias foram comprometidos. Vee se juntou a eles na terceira categoria secreta do jogo: "prisioneiros". Se um prisioneiro conseguir chegar e vencer a rodada final do dia, ele recupera tudo.
Tommy e Sydney trabalham com os amigos hackers de Tommy para tentar desativar o Nerve alterando o código online do jogo. Eles esperam impedir Vee de jogar, mas como todos os telefones e perfis dos espectadores agem como um servidor distribuído, eles não conseguem desativar completamente o Nerve.
Vee ganha uma vaga na final do Nerve, e Ian completa um desafio para também conseguir uma vaga na final, que acontece em Battery Weed. Na final, Vee e Ian são desafiados a atirar um no outro com armas, o que ambos se recusam a fazer. Ty então toma o lugar de Ian na final e propõe uma votação sobre se ele deve ou não atirar em Vee. Os espectadores votam sim por maioria, e Ty atira em Vee, que aparentemente morre nos braços de Ian.
Tommy e seus hackers conseguem modificar o código-fonte do Nerve para descriptografar os nomes de usuário dos espectadores em seus nomes reais e enviar àqueles que votaram sim uma mensagem: "Você é cúmplice de assassinato." Os espectadores em pânico saem do jogo, fechando todos os servidores e encerrando o Nerve. Desconsolado com a aparente morte de Vee, Ian aponta sua arma para Ty, mas Vee o impede, revelando que ela e Ty encenaram seu assassinato para assustar os espectadores e fazê-los desativar seus perfis no Nerve e acabar com o jogo permanentemente. Tommy e seus hackers conseguem restaurar o dinheiro para todos os jogadores. Enquanto Vee e Ian observam o nascer do sol, ele revela que seu verdadeiro nome é Sam.
Alguns meses depois, Vee e Sydney se reconciliam, enquanto Vee e Sam são um casal. Vee está estudando no California Institute of the Arts e pede a Sam para ir vê-la pessoalmente.

## Elenco
- Emma Roberts como Vee, uma jogadora do Nerve.
- Dave Franco como Ian / Sam, colega de jogo de Vee.
- Emily Meade como Sydney, a melhor amiga de Vee.
- Miles Heizer como Tommy, um dos amigos de Vee que tem uma paixão não correspondida por ela.
- Juliette Lewis como Nancy, a mãe de Vee.
- Kimiko Glenn como Liv, uma das amigas de Vee.
- Marc John Jefferies como Wes, um dos amigos de Vee.
- Colson Baker como Ty, o principal oponente de Vee no jogo.
- Brian Marc como J.P. Guerrero, a paixão de Vee na escola.
- Ed Squires como Chuck, colega de time de J.P.
- Samira Wiley como Hacker Kween, uma das amigas hackers de Tommy.
- Chloe Wise como ela mesma, outra jogadora.
- Casey Neistat como ele mesmo, outro jogador.

### Dublagem brasileira
- Estúdio de dublagem: Delart[5]
- Direção de dublagem: Andrea Murucci[5]

Elenco
- Érika Menezes como Vee[5]
- Andreas Avancini como Ian[5]
- Yan Gesteira como Tommy[5]
- Lhays Macêdo como Sydney[5]
- Miriam Ficher como Nancy[5]
- Nando Lopes como voz do computador[5]
- Marcos Souza como Ty[5]
- Raphael Rossatto como JP[5]
- Luisa Palomanes como Liv[5]
- Charles Emmanuel como Chuck[5]
- Ronaldo Júlio como Barba Suja[5]
- Rafael Rodrigo como Hype Boy[5]
- Teline Carvalho como Kween[5]
- Wirley Contaifer como Wes[5]

## Produção
Os diretores Ariel Schulman e Henry Joost já haviam abordado temas semelhantes em seu documentário "Catfish"(en) (2010). Sobre sua atração por um filme baseado na internet, eles afirmaram: "A maioria das coisas não é preto no branco. A internet não é boa nem má; depende apenas de como você a usa", dando o exemplo de que o jogo Nerve poderia ser tanto "um jogo realmente empoderador quanto a coisa mais horrível que você pode imaginar".
Os diretores se esforçaram para obter uma classificação indicativa PG-13, com Schulman afirmando: "Queríamos garantir que os adolescentes mais jovens pudessem vê-lo. Acreditamos que ele tem uma mensagem importante e eles vão gostar", com Joost adicionando: "Não estávamos interessados em fazer um filme de tortura repugnante". Para manter a classificação, os diretores cortaram um "desafio sexual" que "era, em última análise, muito sombrio e estranho". O filme também tem um final e um tema mais leves do que o livro, já que o romance lida com um enredo e um final muito mais sombrios. A equipe afirmou que a natureza em rápida mudança da internet tornava difícil criar uma obra narrativa sobre o assunto, com Joost observando que o aplicativo Periscope foi lançado durante o desenvolvimento do filme, o que Joost chamou de "quase Nerve".
Em janeiro de 2015, foi anunciado que Emma Roberts e Dave Franco seriam as estrelas do filme. Em abril de 2015, foi anunciado que Kimiko Glenn havia se juntado ao elenco do filme, interpretando o papel da amiga preocupada da personagem de Roberts. No mesmo dia, foi anunciado que o rapper Colson "Machine Gun Kelly" Baker também havia se juntado ao elenco.

### Filmagem
As filmagens começaram em 13 de abril de 2015, na cidade de Nova York. A produção do filme foi concluída em 5 de junho de 2015.

## Lançamento
"Nerve" estreou no SVA Theater em Nova York em 12 de julho de 2016, com a presença do elenco. Ele também foi exibido em 21 de julho na Comic-Con. O filme estava originalmente programado para ser lançado nos cinemas dos Estados Unidos em 16 de setembro de 2016, mas a data foi antecipada para 27 de julho de 2016.
No Brasil o filme estreou nos cinemas no dia 25 de agosto de 2016, sendo distribuído pela Paris Filmes.

## Recepção
No Rotten Tomatoes, o filme recebeu uma aprovação de 65%, com base em 120 avaliações, com uma classificação média de 5,7/10. No Metacritic, o filme tem uma nota de 58 em 100, com base em 33 críticos. No Imdb, reservado para a avaliação do público, o filme tem uma nota 6,7/10.

#### Prêmios e Indicações
O filme foi indicado ao People's Choice Awards na categoria "Filme de Thriller Favorito".